# Steve Ngoura
Steve Ngoura (sinh ngày 22 tháng 2 năm 2005) là một cầu thủ bóng đá người Pháp thi đấu cho Le Havre AC.

## Thời niên thiếu
Sinh ra ở Ivry-sur-Seine, Val-de-Marne, Steve Ngoura lớn lên ở Vitry, nơi anh chơi bóng lần đầu tiên, trước khi gia nhập HAC academy, sau khoảng thời gian 2 năm ở Choisy-le-Roi.

## Sự nghiệp câu lạc bộ
Steve Ngoura nhanh chóng vươn lên như một triển vọng lớn của học viện Normand, bắt đầu thi đấu cho đội dự bị tại National 3 ở mùa giải 2021–22, sau khi thể hiện xuất sắc ở Coupe Gambardella. Đội của anh đã lọt vào vòng 16 đội trong giải đấu trẻ, khi Ngoura ghi bàn thắng duy nhất trong trận đấu với PSG, đánh bại một đội bao gồm cả những cầu thủ như Warren Zaïre-Emery và Ismaël Gharbi.
Anh có màn ra mắt cho Le Havre AC vào ngày 6 tháng 8 năm 2022, thay cho Nabil Alioui trong thất bại 1–0 trên sân khách ở Ligue 2 trước Valenciennes.